# Rio Sabie
Rio Sabie ou Sábiè é um afluente do rio Incomati que nasce na África do Sul e termina em Moçambique.